# Érvek és életek
Az Érvek és életek (eredeti cím: The Great Debaters) 2007-ben bemutatott amerikai életrajzi filmdráma, amelynek rendezője és főszereplője Denzel Washington. A forgatókönyvet Robert Eisele írta, saját és Jeffrey Porro története alapján. A film alapjául egy cikk szolgált, amelyet Tony Scherman írt a Wiley College vitacsapatáról az American Legacy 1997-es tavaszi számában. Egyéb fontosabb szerepekben Forest Whitaker, Denzel Whitaker, Kimberly Elise, Nate Parker, Gina Ravera, Jermaine Williams és Jurnee Smollett látható.
Az Amerikai Egyesült Államokban 2007. december 25-én került a mozikba.

## Cselekmény
Az igaz történeten alapuló cselekmény Melvin B. Tolson vitaedző erőfeszítéseit mutatja be a Wiley College-ban, a déli metodista episzkopális egyházhoz (ma Egyesült Metodista Egyház) kapcsolódó, történelmileg feketéknek fenntartott főiskolán. Csapatát a fehérekkel egyenrangúvá akarja tenni az 1930-as évek Amerikájának déli részén, abban a korban, amikor a Jim Crow-törvények általánosak voltak és lincselő tömegek keltettek félelmet a fekete bőrű lakosságban. A Wiley-csapat végül olyannyira sikerrel jár, hogy a Harvard Egyetemen folytathatnak vitát.
A film a Nagy gazdasági világválság idején Texasban működő társadalmi viszonyokat mutatja be, az afroamerikaiakat érő mindennapos inzultusoktól kezdve a lincselésekig. Bemutatják James Farmert is, aki 14 évesen, a középiskola elvégzése után bekerült Wiley vitakörébe (és aki később a Faji Egyenlőség Kongresszusának társalapítója lett). A csapat egy másik szereplőjét, Samantha Booke-t egy létező személyről, Henrietta Bell Wellsről mintázták, aki elismert költő volt. Az 1930-as Wiley-csapat egyetlen női tagjaként részt vett az első, különböző rasszok közötti egyetemi vitában az Egyesült Államokban.
A párbeszéd többször használt kulcsmondata hippói Szent Ágoston teológus híres parafrázisa: "Az igazságtalan törvény nem tör- vény", amely később az ifjabb Martin Luther King "Levél a birminghami börtönből" című írásának központi témája volt. Egy másik jelentős mondat, amely az aktuális szövegkörnyezetnek megfelelően eltérő változatokban hangzik el: tegyük meg azt, amit "meg kell tennünk", hogy "megtehessük" azt, amit "meg akarunk tenni". Ezek a kulcsmondatok minden esetben az idősebb James L. Farmer és az ifjabb James L. Farmer szájából hangzanak el.

## Szereplők
| Színész           | Szerep                | Magyar hang    |
| ----------------- | --------------------- | -------------- |
| Denzel Washington | Melvin B. Tolson      | Kálid Artúr    |
| Forest Whitaker   | Dr. James Farmer, Sr. | Kerekes József |
| Denzel Whitaker   | James Farmer, Jr.     | Berkes Bence   |
| Nate Parker       | Henry Lowe            | Papp Dániel    |
| Jurnee Smollett   | Samantha Booke        | Csuha Borbála  |
| Jermaine Williams | Hamilton Burgess      | Kossuth Gábor  |
| John Heard        | Dozier seriff         | Sörös Sándor   |
| Kimberly Elise    | Pearl Farmer          | F. Nagy Eszter |
| Gina Ravera       | Ruth Tolson           | Hámori Eszter  |

## Történelmi háttér
A film a Harvard College-ot legyőző Wiley vitacsapatot mutatja be az 1930-as években. A valódi Wiley-csapat ehelyett a Dél-kaliforniai Egyetemet győzte le, akik abban az időben a regnáló vitabajnokok voltak. Bár legyőzték a címvédő bajnokokat, a Wiley hivatalosan nem nevezhette magát bajnoknak, mivel nem voltak a vitatársaság teljes jogú tagjai; a feketéket csak a második világháború után fogadták be.

## Fordítás
- Ez a szócikk részben vagy egészben  a   The Great Debaters című angol Wikipédia-szócikk fordításán alapul.  Az eredeti cikk szerkesztőit annak laptörténete sorolja fel. Ez a jelzés csupán a megfogalmazás eredetét és a szerzői jogokat jelzi, nem szolgál a cikkben szereplő információk forrásmegjelöléseként.